# Belit Onay
Belit Onay (Goslar, 15 gennaio 1981) è un politico tedesco, sindaco di Hannover dal 22 novembre 2019.

## Biografia

### Infanzia e istruzione
Nacque a Goslar nel 1981 da genitori di origine turca provenienti da Istanbul, trasferitisi in Germania nel 1970.
Dopo essersi diplomato nel 2000 al Ratsgymnasium di Goslar, effettuò un servizio alla comunità nell'unità di terapia intensiva dell'Ospedale Herbert Nieper di Goslar. Studiò poi giurisprudenza presso l'Università di Hannover dal 2002 al 2008, completando gli studi con il primo esame di stato in giurisprudenza. Nel 2009 iniziò un progetto di dottorato presso la facoltà di giurisprudenza dell'Università di Brema come borsista della Fondazione Heinrich Böll.

### Attività politica
Si avvicinò alla politica dopo il tentativo di assassinio a Solingen nel 1993, in cui estremisti di destra diedero fuoco a un edificio residenziale e cinque persone di origine turca morirono; a seguito di questo evento i suoi genitori pensarono di lasciare la Germania.

### Vita privata
Onay è sposato, padre di due figli e vive a Hannover. Si descrive come un "musulmano liberale".